# 梅莉莎
梅莉莎（義大利語：Melissa）是義大利浪漫史詩《瘋狂的羅蘭》中登場的一名虛構女巫。她是大魔法師梅林的弟子，作為守墓人看管著梅林的墳墓。她是《瘋狂的羅蘭》的原創角色，並沒有出現在亞瑟王傳說當中。
在《瘋狂的羅蘭》故事中，梅莉莎曾數次幫助魯傑羅和布拉達曼特，每當這對戀人的愛情遇到阻礙，她便會出手幫助兩人度過難關。

## 故事
梅莉莎在《瘋狂的羅蘭》第三章中首次登場，她遵照著師父梅林的預言，在梅林的墓穴中等待布拉達曼特的到來。梅林的靈魂向布拉達曼特允諾會竭盡所能幫助兩人的戀情，而梅莉莎則向她展現了作為兩人後代的埃斯特家族的輝煌歷史。
為了解救被巫師亞特蘭特困在城堡的魯傑羅，梅莉莎向布拉達曼特提出建言，指示她去搶奪小偷布魯內洛所持有的魔法戒指。這枚戒指原屬於契丹公主安潔莉卡，具有「使魔法失效」和「含在口中即可使人隱形」兩種功能，用來對付法力高強的亞特蘭特相當有用。梅莉莎建議布拉達曼特直接對布魯內洛下殺手，但布拉達曼特不願殺害手無寸鐵的他，最後僅是把他綁在樹上，沒留一滴血便奪得了戒指。
在之後的故事中，為了幫助被女巫阿爾奇娜魅惑的魯傑羅，梅莉莎從布拉達曼特手中接過魔法戒指，前往阿爾奇娜的島嶼，並利用戒指的效果解除了她的魅惑魔法。梅莉莎先是變身成亞特蘭特的模樣，以養父的身分對著魯傑羅狠狠訓話了一番，再變回自己原本的模樣，告知魯傑羅布拉達曼特有多麼愛他。恢復了原先理智的魯傑羅逃出了阿爾奇娜的領域，而在氣急敗壞的阿爾奇娜派出大量屬下前去追捕魯傑羅時，留下來的梅莉莎則趁機將阿爾奇娜的受害者們一一變回原狀（包括被變成桃金孃的阿斯托爾福公爵），最後她騎著魯傑羅的駿鷹，載著阿斯托爾福離開了這座島嶼。
當魯傑羅中了亞特蘭特所設下的幻覺陷阱時，梅莉莎前來告知布拉達曼特，要她前往亞特蘭特的城堡解救戀人。即使梅莉莎已事先警告她幻覺的危險性，但布拉達曼特仍中了亞特蘭特的伎倆，這對戀人就這樣在城堡中不斷追逐著彼此的幻影，過了好一段時間才被阿斯托爾福解救。
在故事的尾聲，魯傑羅代替友人雷歐（Leo）王子參與了決定布拉達曼特要嫁給誰的決鬥，並替友人取得了勝利，這表示布拉達曼特必須嫁給雷歐王子。當魯傑羅因即將失去布拉達曼特而灰心喪志時，梅莉莎鼓勵了他，並幫助解開兩名友人之間的誤會。最終魯傑羅和布拉達曼特仍順利結為連理。